# Светораче
Светораче (мкд. Светораче) је насеље у Северној Македонији, у западном делу државе. Светораче припада општини Кичево.

## Географија
Насеље Светораче је смештено у средишњем делу Северне Македоније. Од најближег већег града, Кичева, насеље је удаљено 20 km источно.
Светораче се налази у малој области Рабетинкоље, која обухвата неколико села у средишњем сливу реке Треске. Село је положено на јужним падинама планине Коњаник, која се јужније спушта у плодну долину Треске. Надморска висина насеља је приближно 700 метара.
Клима у насељу је планинска због знатне надморске висине.

## Становништво
Светораче је према последњем попису из 2002. године имало 6 становника.
Већинско становништво су етнички Македонци (100%).
Претежна вероисповест месног становништва је православље.